# رتبه‌بندی تایمز
سیستم رتبه‌بندی دانشگاه‌ها و مؤسسه‌های آموزش عالی تایمز، یکی از مشهورترین نظام‌های رتبه‌بندی بین‌المللی دانشگاه‌ها و مراکز آموزش عالی است.
این رتبه‌بندی اولین بار در سال ۲۰۰۴ با همکاری تایمز و کیواس منتشر شد. این همکاری تا سال ۲۰۱۰ تحت عنوان رتبه‌بندی تایمز کیواس ادامه داشت. در سال ۲۰۱۰ تایمز همکاری خود با کیواس را قطع کرده و قرارداد همکاری را با مؤسسه تامسون رویترز امضاء کرد. در سال ۲۰۱۰ روش‌شناسی جدیدی برای این رتبه‌بندی ارائه گردید که در سال ۲۰۱۱ در این روش‌شناسی تغییرات زیادی ایجاد گردید.

## تعاریف کلی
رتبه‌بندی دانشگاه های جهانی تایمز، که اغلب با عنوان رنکینگ(رتبه‌بندی)شناخته می شود،انتشار سالانه رتبه بندی دانشگاه ها توسط مجله آموزش عالی تایمز بریتانیا است. این ناشر با کواکوارلی سیموندز (QS) برای انتشار رتبه‌بندی مشترک دانشگاه‌های جهانی THE-QS(تایمز-کیواِس) از سال ۲٠٠۴ تا ۲٠٠۹ قبل از اینکه از سال ۲٠۱٠ تا ۲٠۱۳ به تامسون رویترز مراجعه کرد، برای یک سیستم رتبه‌بندی جدید همکاری کرد. در سال ۲٠۱۴، این مجله با الزویر قراردادی امضا کرد. تا داده های مورد استفاده در تدوین رتبه بندی سالانه خود را در اختیار آن قرار دهد.
این نشریه شامل رتبه‌بندی جهانی دانشگاه‌ها، از جمله بر اساس موضوع و شهرت است. همچنین انتشارسه جدول منطقه‌ای برای دانشگاه های آسیا،آمریکای لاتین و بریکس و اقتصاد های نوظهور را آغاز کرده است که با معیارها و وزن های جداگانه رتبه‌بندی شده اند. رتبه بندی تایمز اغلب به همراه رتبه بندی آکادمیک دانشگاه های جهان و رتبه‌بندی دانشگاه های جهانی شانگهای یکی از گسترده ترین رتبه بندی های دانشگاهی در نظر گرفته می شوند. این روش از سال ۲۰۱۰ به دلیل داشتن یک روش رتبه‌بندی جدید و بهبودیافته تحسین شده است، اما انتقادات و نگرانی‌ هایی مطرح شده است که این روش موسسات آموزشی غیرعلمی و غیر انگلیسی را دست کم می‌گیرد و بر یک نظرسنجی شهرت ذهنی تکیه می‌کند! 

## ده دانشگاه برتر جهان در سال ۲۰۲۵
در اکتبر سال ۲۰۲۴ این رنکینگ فهرست ۲ هزار و ۵۲ دانشگاه برتر جهان را منتشر کرد که در این میان ده دانشگاه اول فقط در دو کشور بریتانیا و آمریکا قرار دارد. اولین دانشگاه یا به عبارتی برترین دانشگاه این رنکینگ دانشگاه آکسفورد انگلستان بریتانیا عنوان شده است. همچنین دانشگاه کمبریج و در رتبه دهم امپریال کالج لندن جای دارد. برخی باور پیدا کرده‌اند که این رنکینگ به دلیل ماهیت بریتانیایی‌ با فرضیه توطئه و تقلب بهترین دانشگاه جهان را دانشگاه آکسفورد معرفی کرده است. آنها بیان کرده‌اند:همیشه در نظام های دیگر رتبه‌بندی دانشگاه‌ها،دانشگاه MIT یا همان مؤسسه فناوری ماساچوست که البته در فهرست تایمز ۲۰۲۵ رتبه دوم جهانی را کسب کرده، در جایگاه اول باید باشد! رتبه بندي شانگهاي و دیگر رنکینگ های معتبر مختلف طی چندین سال متمادی، ام‌آی‌تی را بهترین دانسته بودند. از دیگر ده دانشگاه برتر جهان طبق تایمز می‌توان در رنکینگ رتبه دوم ام‌آی‌تی، 
دانشگاه هاروارد،دانشگاه پرینستون،دانشگاه کالیفرنیا (برکلی)،مؤسسه فناوری کالیفرنیا،دانشگاه ییل،کمبریج ،امپریال کالج لندن و دانشگاه استنفورد را ذکر کرد.   

## شاخص‌ها
سیزده شاخص مورد استفاده در این رتبه‌بندی در پنج گروه به شرح زیر قرار گرفته‌اند:
1. آموزش: فضای آموزشی (۳۰ درصد از نمره کل)
2. پژوهش: حجم، درآمد و شهرت (۳۰ درصد از نمره کل)
3. استنادها: تأثیر پژوهش (۳۰ درصد از نمره کل)
4. درآمد صنعتی: نوآوری (۲٫۵ درصد از نمره کل)
5. وجه بین‌المللی: نیروی انسانی، دانشجویان و پژوهش (۷٫۵ درصد از نمره کل)[۱]

- با توجه به شاخص های بالا یکی از سه دانشگاه ام‌آی‌تی، هاروارد یا استنفورد طبق باور نظریه پردازان و کارشناسان انتخاب بسیار اصلح تری است.

## گردآوری داده‌ها
موسسات، اطلاعات خود را برای استفاده در رتبه‌بندی فراهم و ثبت می‌کنند.در این روند موسساتی که مخصوصاً جنبه تمام آموزشی ندارند که اغلب آنها دانشگاه‌هایی امنیتی، تربیت معلم، پرورش پلیس و ارتش، نیروهای اطلاعاتی-یگان‌های ویژه و تخصصی و امثال چنین موسسات دولتی و به ندرت غیردولتی باید اطلاعات را از یک رده و حالت صافی بگذرانند و تاییدیه انتشار عمومی بگیرند. بعنوان مثال در خود بریتانیا، دانشگاه سواز لندن که یک دانشگاه حساس در سطح جهانی محسوب می شود. در این فهرست قرار دارد اما مطمئناً اطلاعات امنیتی طبقه‌بندی شده را ارسال نمی کنند! 

## فهرست‌بندی و ساختار مجله
ساختار مجله رتبه‌بندی آموزش عالی تایمز یک ساختار اندکی متفاوت نسبت به دیگر مجلات است. تایمز گستره، پهناوری صفحات و توضیحات کامل‌تری در مقابل QS که سعی در مهندسی یک نگاه اجمالی تقریباً سریع برای خواننده ارائه می‌دهد را دارد. تایمز مجموع‌تر با مقدمه‌ای نسبتا بلند ابتدایی، سراغ فهرست رتبه‌بندی دانشگاه های جهان می رود و محصول نوشتاری معرفی تایپی زیادی به گونه‌ غیر فهرست بندی فیپا است که در ابتدای مجله پس از ۴ تا ۶ صفحه تبلیغات پرزرق و برق که عمدتاً به بازار تجاری اروپا تعلق دارند، سراغ معرفی سالانه متفاوت اما در قالب کلی شبیه در بین ۵ تا ۱۰ خط به زبان اصلی آن که انگلیسی است نوشته شده در زبان هایی مانند چینی سنتی این مقدمه بلندتر بین ۴ تا ۸ خط است و در اکثریت زبان‌ها به میزان انگلیسی می‌باشد. سپس ممکن است یک نکته سالانه نیز به خواننده مجله گوشزد کند، که در نسخه ۲۰۲۵ این نکات تقریباً اندک قرار داشت. در اواسط مجله فهرست رتبه‌بندی ترتیبی جهانی دانشگاه‌ها در ابتدا نگارش شده اند و در میانه آخر برترین دانشگاه‌های هر قاره که شامل آمریکای جنوبی، آفریقا‌، آسیا و اقیانوسیه، اروپا، آمریکای مرکزی و آمریکای شمالی که فقط دو کشور ایالات متحده آمریکا و کانادا را دربرمی‌گیرد عنوان ترتیبی شده‌اند. سپس ممکن است چند صفحه دیگر تبلیغات بین المللی را شامل شود و در آخر نام تمامی عوامل انسانی تهیه کننده مجله را تیتراژ می‌نماید، این مهم نشان‌دهنده این است که مجله براساس فهرست فیپا نمی‌باشد و روند مستقلی را در پیش گرفته است.  